# March On, Bahamaland
March On, Bahamaland (Avanti, terra Bahama) è l'inno nazionale delle isole Bahamas.

Essendo le Bahamas parte integrante del Reame del Commonwealth oltre l'inno specifico è adottato nelle isole anche l'inno nazionale del Regno Unito: God Save the King.

March On, Bahamaland venne composto e scritto da Timothy Gibson e adottato nel 1973.

## Testo

### Inglese
Lift up your head to the rising sun, Bahamaland;
March on to glory, your bright banners waving high.
See how the world marks the manner of your bearing!
Pledge to excel through love and unity.
Pressing onward, march together
to a common loftier goal;
Steady sunward, tho' the weather
hide the wide and treachrous shoal.
Lift up your head to the rising sun, Bahamaland,
'Til the road you've trod lead unto your God,
March on, Bahamaland.